# Kamperbrug
De Kamperbrug (brug nr. 285) is een plaatbrug in het centrum van Amsterdam en voert over het Open Havenfront daar waar dit overgaat in het Oosterdok. De brug verbindt de Prins Hendrikkade met het Stationsplein.
De eerste brug werd geopend in 1876 en was een basculebrug.
In 1904 werd deze vernieuwd en vervangen door een ijzeren ophaalbrug en was een van de eerste bruggen van dit type in Amsterdam. De brug was voorzien van vrijstaande hamei's waartussen de gekoppelde balans draaide. In 1957 werd de brug vernieuwd.

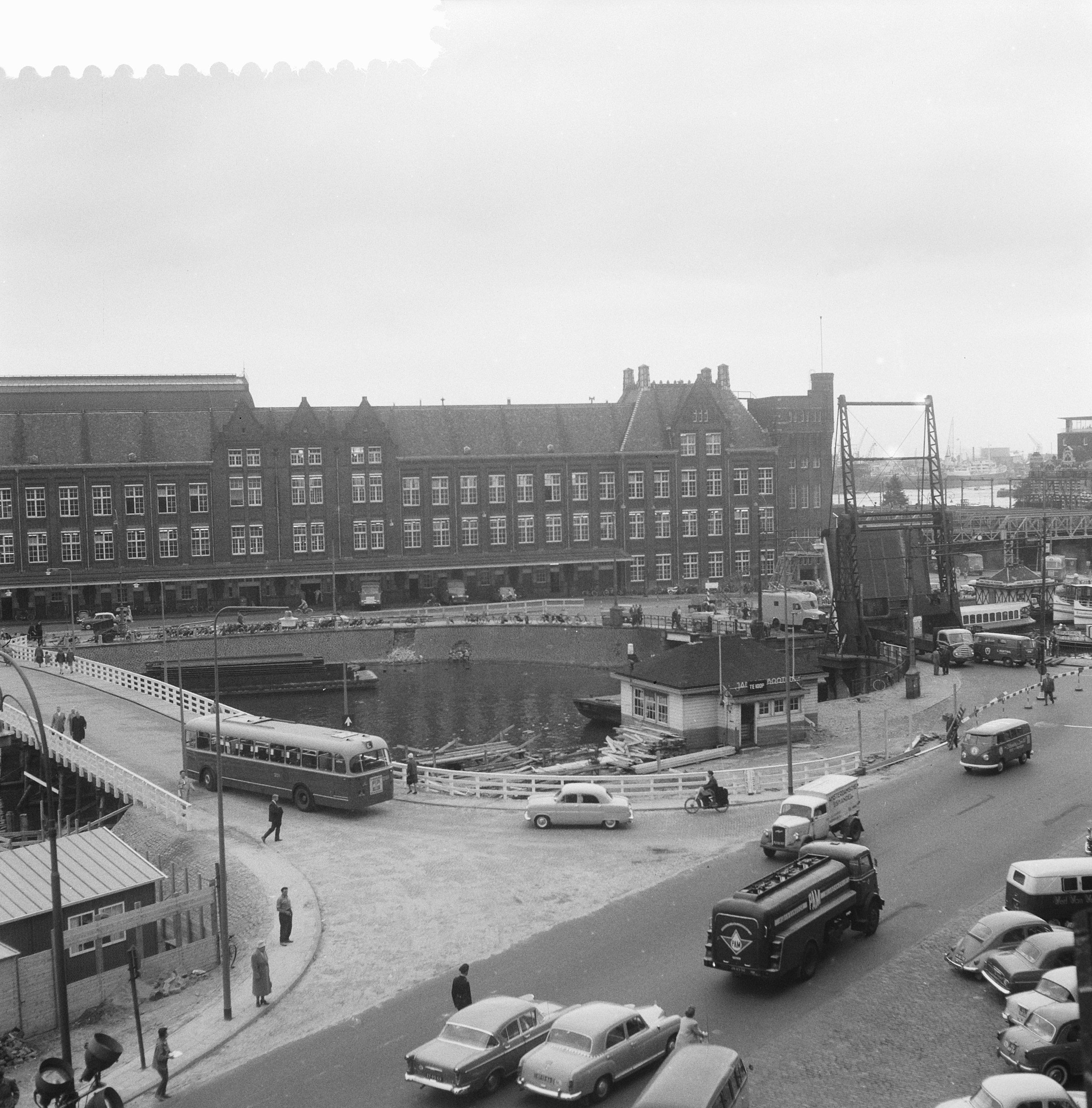
Kamper noodbrug in 1961

In 1961 werd de brug alweer buiten gebruik gesteld en kwam er de tijdelijke Kamper noodbrug ten westen van de brug. De brug werd vervangen
door een vaste brug die gereed kwam in 1963 waarbij de landhoofden zijn afgewerkt met natuursteen. De vervanging door een vaste brug was mogelijk omdat de brug niet in een doorgaande scheepvaartroute ligt, behalve rondvaartboten en kleine scheepvaart. De laatste jaren moest de brug vrijwel alleen nog tijdens de intocht van Sinterklaas worden geopend.
In verband met de aanleg van de oostlijn van de Amsterdamse metro in de tweede helft van de jaren zeventig kwam ten westen van de brug de Kamperdam en voerde de brug tijdelijk niet over water. De Kamperdam werd na voltooiing van het metrostation na 1980 afgegraven en het water keerde terug. Sinds 2009 ligt even ten oosten van de brug de Odebrug waarmee de brug werd ontlast.
Over de brug rijden drie tramlijnen van het GVB en de bussen naar het busstation IJzijde. Vanaf beide kanten van de brug is er een toegang tot het metrostation Centraal. Tot 2015 hadden alle nachtbuslijnen van het GVB op de brug hun standplaats. Onder de brug vaart een groot aantal rondvaartboten maar ook de watertaxi.
De brug is vernoemd naar het voormalige Bolwerk Kamperhoofd. Onofficieel wordt de brug ook wel het Kamperhoofd genoemd.

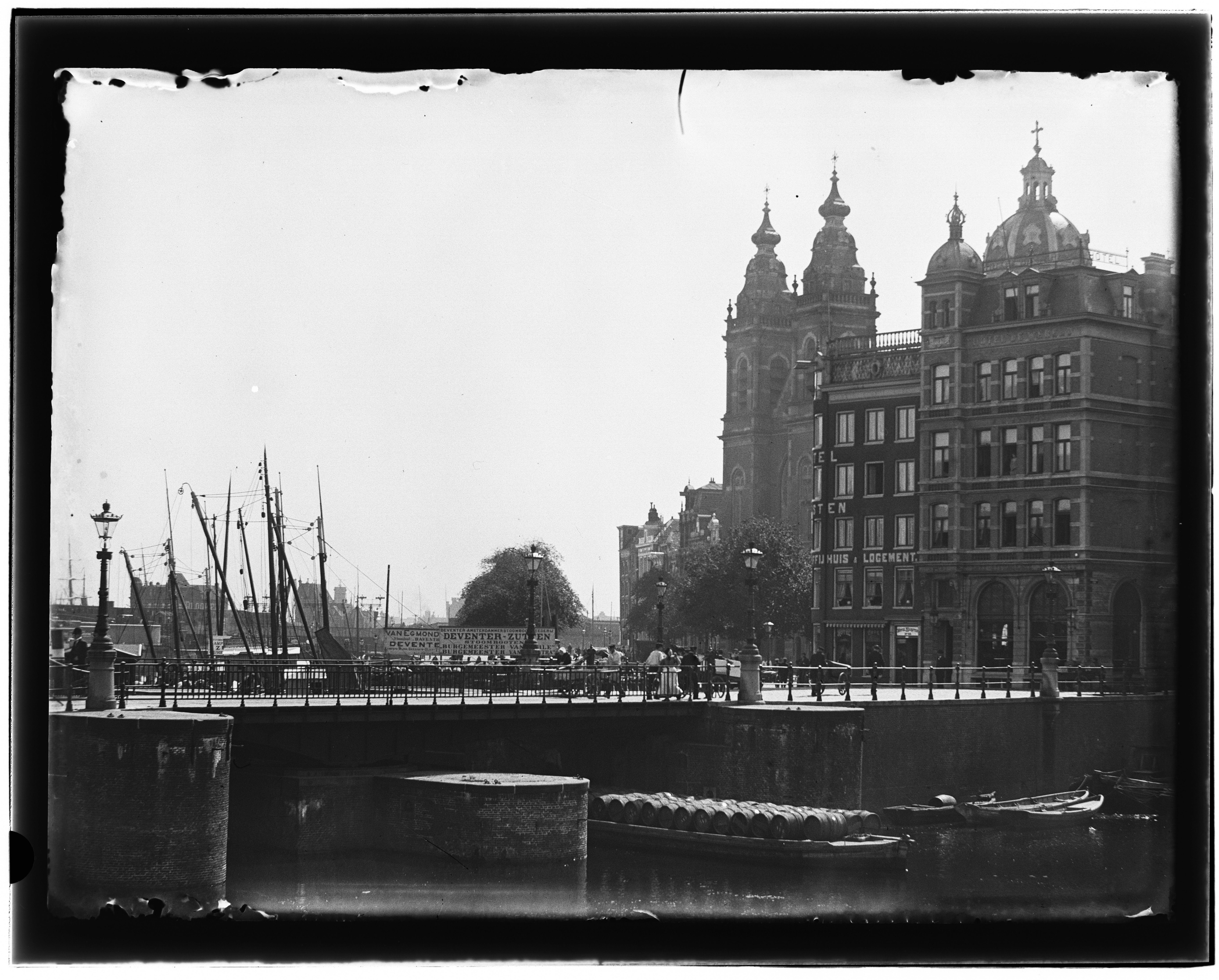
Foto door Jacob Olie met de toenmalige draaibrug, gezien naar de Nicolaaskerk en de Prins Hendrikkade.

<<< · 200 · 201 · 202 · 203 · 204 · 205 · 206 · 207 · 208 · 209 ·  210 · 211 · 212 · 213 · 214 · 215 · 216 · 217 · 218 · 220 · 221 · 222 · 223 · 224 · 225 · 226 · 227 · 228 · 228P · 229 · 230 · 231 · 232 · 233 · 234 · 235 · 236 · 237 · 238 · 239 ·  240 · 241 · 242 · 243 · 244 · 245 · 246 · 247 · 248 · 249 ·  250 · 251 · 252 · 253 · 254 · 255 · 256 · 257 · 258 · 259 · 260 · 261 · 262 · 263 · 264 · 265 · 266 · 267 · 270 · 271 · 272 · 273 · 274 · 275 · 277 · 278 · 279 · 280 · 281 · 283 · 285 · 286 · 287 · 288 · 289 · 290 · 291 · 292 · 293 · 295 · 296 · 297 · 298 · 299 · >>>
Brugnummers 219, 268, 269, 276, 282, 284, 294 zijn niet (meer) in omloop.